# Lac de Certescans
Le lac de Certescans ou Certascan ou Sertascan (en catalan : estany de Certascan) est un lac d'origine glaciaire situé dans la comarque espagnole de Pallars Sobirà, à une altitude de 2 236 m. Ce lac fait  47 ha , il mesure 1 250 m de long sur 750 m de large pour 96 m de profondeur.

## Géographie
Dans le périmètre du parc naturel de l'Alt Pirineu, le lac de Certescans appartient à la commune de Lladorre, dans la vallée de Certescans, à l'Est du pic de Certescans. Situé à 2 236 m d'altitude, c'est le plus grand lac des Pyrénées catalanes et aussi l'un des plus profonds. Il est également l'un des plus grands lacs des Pyrénées espagnoles avec le lac Tòrt de Rius.

## Barrage
Un barrage, construit en 1944 a surélevé le niveau de l'estany,. Son drainage donne naissance à la rivière de Certescans, qui se jette dans la rivière de Lladorre. Le lac permet la production de l'énergie hydroélectrique, via une conduite d'eau souterraine, vers la centrale de Tavascan.